# Hantise (film, 1944)
Pour les articles homonymes, voir Hantise (homonymie).
Pour plus de détails, voir Fiche technique et Distribution.
Hantise (Gaslight) est un thriller psychologique américain réalisé par George Cukor, sorti dans les salles new-yorkaises le 4 mai 1944. 
Il s’agit de l'adaptation de la pièce de théâtre Gas Light (1938) du dramaturge britannique Patrick Hamilton, et c'est aussi un remake du film britannique Hantise qui était sorti en 1940.

## Synopsis
Quelques années plus tôt, Paula s'est enfuie de Londres après l'assassinat non élucidé de sa tante, Alice Alquist, une chanteuse célèbre. Établie depuis dix ans en Italie, elle y rencontre un pianiste, Gregory, qu'elle épouse alors qu'il est déjà marié. Par amour pour son mari, elle se laisse convaincre de revenir habiter dans la demeure londonienne où sa tante a été étranglée. Mais le bonheur est de courte durée. À peine installé à Londres, Gregory commence à se montrer de plus en plus distant envers sa femme et l'accuse de perdre la tête, notamment en baissant la luminosité des lampes à gaz (gaslight, titre anglais du film) de la maison, tout en niant l'avoir fait. Peu à peu, Paula se laisse convaincre et doute de sa propre santé mentale. Par divers stratagèmes, Gregory la prive de vie sociale puis envisage de la faire interner dans un asile psychiatrique.
Cependant, un inspecteur de Scotland Yard, ancien fervent admirateur d'Alice, croit la voir lorsqu'il croise Paula. Il commence alors à s'intéresser à la situation de Paula, et à fouiller dans les archives policières du meurtre d'Alice, jamais élucidé. Il apprend à cette occasion qu'Alice détenait des bijoux royaux qui n'ont jamais été retrouvés. Avec l'aide d'un policier qu'il fait muter dans le quartier du couple, il découvre le comportement étrange du mari, qui sort de sa maison lorsqu'il fait nuit en prétextant aller travailler, mais disparaît dans la ruelle derrière sa propre maison.
Il finit par comprendre que le mari de Paula est le meurtrier d'Alice, et qu'il recherche les bijoux qu'il n'avait pas trouvés : il se rend régulièrement au grenier par un chemin détourné pour fouiller dans les affaires de la tante. Il met alors le mari au pied du mur, lui exposant ses déductions, ce qui provoque une bagarre. L'inspecteur, rejoint par le policier, prend le dessus et arrête le mari.

## Fiche technique
- Titre de la version originale anglaise : Gaslight
- Titre de la traduction française : Hantise
- Réalisation : George Cukor
- Scénario : John van Druten, Walter Reisch et John L. Balderston, d'après la pièce Gas Light de Patrick Hamilton
- Décors : Cedric Gibbons, William Ferrari, Paul Huldschinsky, Edwin B. Willis
- Costumes : Irene et Marion Herwood
- Photographie : Joseph Ruttenberg
- Montage : Ralph E. Winters
- Musique : Bronisław Kaper
- Production : Arthur Hornblow Jr.
- Société de production : MGM
- Société de distribution : MGM
- Pays de production :  États-Unis
- Langue originale : anglais
- Format : noir et blanc - 1.37 : 1
- Genre : thriller psychologique et drame
- Durée : 114 minutes
- Dates de sortie : 
  - États-Unis : 4 mai 1944 (première à New York)
  - France : septembre 1946 (Festival de Cannes) ; 1er janvier 1947 (sortie nationale)

## Distribution

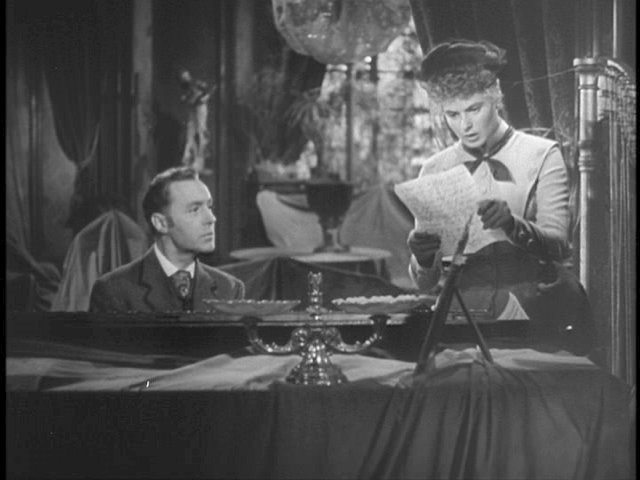
Charles Boyer et Ingrid Bergman.

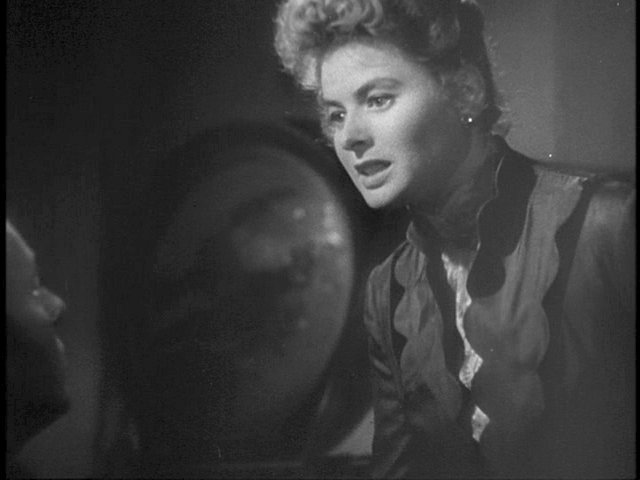
Ingrid Bergman.

- Charles Boyer (VF : René Fleur) : Gregory Anton
- Ingrid Bergman (VF : Paula Dehelly) : Paula Alquist
- Joseph Cotten (VF : Jean Delacour) : Brian Cameron
- Dame May Whitty (VF : Germaine Kerjean) : mademoiselle Thwaites
- Angela Lansbury (VF : Elsa Coubrine) : Nancy
- Barbara Everest (VF : Cécile Didier) : Elizabeth
- Emil Rameau : Maestro Guardi
- Edmund Breon : le général Huddleston
- Halliwell Hobbes : monsieur Muffin
- Tom Stevenson (VF : Lucien Callamand) : PC Williams
- Heather Thatcher : lady Dalroy
- Lawrence Grossmith : lord Dalroy
- Jakob Gimpel : le pianiste

Et, parmi les acteurs non crédités :
- Arthur Blake : le majordome
- Leonard Carey (VF : Georges Hubert) : le guide touristique
- Helen Flint : Franchette
- Charles McNaughton (VF : Henri Ebstein) : Wilkins, le cocher
- Morgan Wallace : Fred Garrett
- Eustace Wyatt : Budge

## Autour du film
- Du fait d'un précédent film britannique intitulé Gaslight de Thorold Dickinson en 1940, le film est exploité au Royaume-Uni sous le titre Murder in Thornton Square.
- Le titre en anglais Gaslight se traduit littéralement par « éclairage au gaz ». Le film a donné naissance au terme gaslighting pour représenter l'acte de faire croire à une personne que sa santé mentale se dégrade.

## Distinctions

### Récompenses

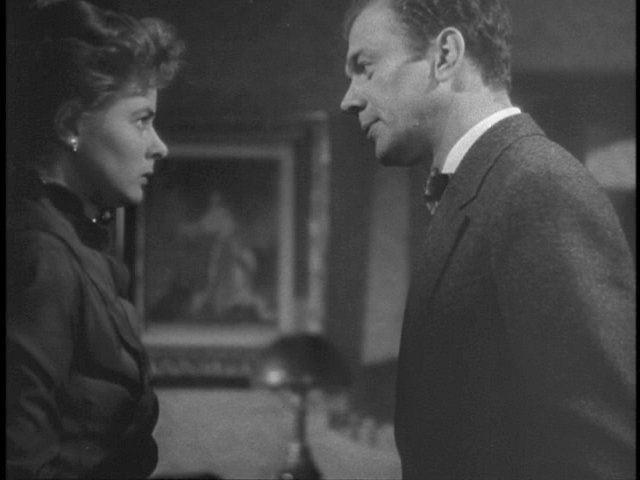
Ingrid Bergman et Joseph Cotten.

- National Board of Review Awards 1944 :
  - Meilleure actrice pour Ingrid Bergman
- Oscars 1945 :
  - Meilleure actrice pour Ingrid Bergman
  - Meilleure direction artistique : Cedric Gibbons, William Ferrari, Paul Huldschinsky et Edwin B. Willis

- Golden Globes 1945 :
  - Meilleure actrice pour Ingrid Bergman

### Nominations
- Oscars 1945 :
  - Meilleur film
  - Meilleur acteur pour Charles Boyer
  - Meilleure actrice dans un second rôle pour Angela Lansbury
  - Meilleur scénario pour John L. Balderston, Walter Reisch, John van Druten
  - Meilleure photographie pour Joseph Ruttenberg

### Sélection
- Festival de Cannes 1946 : en compétition pour le Grand Prix[2]